# Herman Grimme
Herman Grimme (Nieuw-Amsterdam, 8 mei 1955) is een Nederlands toetsenist, producer, arrangeur, zanger en songwriter die in verschillende Nederlandse bands en solo carrière heeft gemaakt.

## Levensloop
Herman Grimme  wordt op 8 mei 1955 in Nieuw-Amsterdam (Drenthe) geboren. Zijn ouders waren eigenaar van hotel-restaurant Grimme. Rond zijn tiende levensjaar werd hij mede door vrienden fan van de Rolling Stones. In Delfzijl kreeg hij een piano. Hier leerde hij zichzelf op spelen.
Op de middelbare school in Emmen speelde Grimme in schoolband Pandemonium. Na het eindexamen atheneum in 1974 kwam een jaar dienstplicht. In 1975 begon Herman Grimme aan zijn studie Engels in Groningen. Hier was Grimme pianist bij De Containers, de begeleidingsband van Pé Daalemmer & Rooie Rinus. Ook werd hij in Groningen pianist van een cabaretgroepje genaamd De Noord Nederlandse Cliché Fabriek. Samen kwamen ze in 1981 in de finale van het Delftse Camerettenfestival.
In 1983 leerde Grimme Peter Groot Kormelink kennen. De Achterhoekse liedjesschrijver, zanger en toetsenist zocht een toetsenist voor zijn band Splitsing. In 1985 kreeg Splitsing een platencontract bij EMI. In 1987 volgde een platencontract bij WEA. Hier kwam het album Recht Uit Het Hart als eerste Nederlandstalige popplaat op cd. Nadat Splitsing in 1988 door WEA aan de kant was gezet, werd de band opgeheven.
Nadat Grimme in 1989 was afgestudeerd, ging hij weer samenwerken met Groot Kormelink. Samen begonnen ze liedjes te schrijven, onder andere voor Kinderen voor Kinderen. Via zanger en diskjockey Henk Westbroek kwamen Grimme en Groot Kormelink in contact met William Haighton en zijn platenmaatschappij VAN Records. Deze platenmaatschappij bood de twee een nieuwe carrière aan als De Jazzpolitie. In 1993 werd hun eerste single Liefdesliedjes een zomerhit.
De Jazzpolitie verscheen regelmatig op televisie en won een Zilveren Harp. Voor de Bevrijdingsfestivaltournee op 5 mei 1994 schreven Grimme en Groot Kormelink een speciaal bevrijdingsnummer: Bommen & Granaten. Met dit nummer traden ze op acht festivals door het hele land op. De tweede cd Ja uit 1995 werd minder goed ontvangen. Het derde album van De Jazzpolitie Interland werd geproduceerd doorJean Blaute en opgenomen in de ICP Studio in Brussel.
Grimme en Peter Groot Kormelink bleven bezig met waarmee ze begonnen waren: liedjes schrijven. Dit deden ze voor onder meer de NOT, Rita Corita en Linda de Mol. Begin 1998 ging De Jazzpolitie uit elkaar en in 2000 verscheen de verzamel-cd Liefdesliedjes – Het Beste Van De Jazzpolitie.
In de zomer van 1998 begon Grimme als solist in zijn thuisstudio te werken aan zelfgeschreven Engelstalig repertoire. Hij zong zijn eigen teksten en speelde alle instrumenten. Het resultaat, de solo-cd Salad Days, verscheen in eigen beheer in 2001. Om het album te promoten had hij korte tijd zijn eigen band, de Herman Grimme Experience. Hun eerste optreden was op 11 januari 2002 in platenwinkel Plato in Groningen. Sindsdien is Grimme vooral actief als opnametechnicus-producer in zijn eigen White House-studio en houdt hij zich bezig met het opnemen en produceren van uiteenlopende artiesten, veelal uit de regio Groningen en dan vooral artiesten die Café Marleen als trefpunt gebruikten.
Daarnaast is hij actief als musicus, zowel in de studio als op het podium. Sinds 2005 maakt hij als toetsenist deel uit van de Groningstalige rock-, funk- en hiphopband Bond Tegen Harries. Hij werkte live en in de studio met Harry Niehof, Erwin de Vries, Tiedo Groeneveld, Bert Hadders & de Nozems en Cutileiro en in diverse coverprojecten waarin de muziek van Tom Waits, The Band en vooral, met hobbyband de Zwendeltones, de Beach Boys wordt uitgevoerd.
Hij produceerde opnamen en albums van onder meer Harry Niehof, Pé Daalemmer & Rooie Rinus, De Bende van Baflo Bill, Alex Vissering, de Mountainbirds, Bert Hadders, Lex Koopman, the Stumbleweeds, the Harlequin Hovers, Cochon Bleu, Eddy Koekkoek, Gerry Wolthof, VandeStraat, en The New Poor.
Grimme was van 2005 tot 2008 als docent/coach werkzaam bij de Academie voor Popcultuur en werkte van 2008 tot 2011 als bandcoach bij de Stedelijke Muziekschool in Groningen. In het voorjaar van 2015 verscheen het tweede soloalbum Pond Life.
In maart 2016 werd hij door Meindert Talma benaderd om toetsen en pedal steelgitaar te spelen op diens album 'Jannes van der Wal' dat in het najaar van 2016 verschijnt. Vanaf dat moment toert hij als vast bandlid met Talma door Nederland en speelt ook toetsen en bas op diens album 'Je Denkt Dat Het Komt' dat in november 2017 samen met de gelijknamige roman verschijnt. De samenwerking met Meindert Talma wordt voortgezet op diens album "Balsturig", een in januari 2019 op vinyl uitgebrachte themaplaat over Nederlandse voetballers, stadions en trainers. Grimme mixt de plaat en speelt gitaar op sommige nummers. Op 18 november 2019 verschijnt Talma's ambitieuze project  "De Domela Passie" op CD. Het is een grootschalig muziekproject over leven en werk van Ferdinand Domela Nieuwenhuis (1846-1919), grondlegger van het Nederlandse socialisme. Aan de opname en de daarop volgende lovend ontvangen tournee werken, naast de vaste bandleden, een groot koor en strijkers mee. Grimme speelt toetsen en de CD wordt ook deels in zijn White House Studio in Groningen opgenomen. In de loop van 2021 verschijnt bij Talma's vaste platenmaatschappij Excelsior een tweede LP met nummers over voetbal gemixt door Grimme.
2016 is ook het begin van een Pé Daalemmer & Rooie Rinus-reünie waarbij Grimme als pianist, samen met het duo en nieuwe Containers Jetse Goris (drums) en Mervyn Gerds (bas), o.a. optreedt op festival Zwarte Cross in De Achterhoek, Vera Groningen en op Retropop in Emmen. In 2018 verschijnt de CD/DVD/LP uitgave "Pé & Rinus: Op Verziede in Waskemeer Revisited", een registratie van een optreden op 10 maart 2017 in het Groninger Grand Theatre. 

## Discografie
Pé Daalemmer & Rooie Rinus
- Nait Goud, Geld Weg - North Star - 1983

Splitsing
- Tijd Genoeg - EMI - 1985
- Recht uit het hart - WEA - 1987

Pé Daalemmer & Rooie Rinus
- 't Beste - Paplabel - 1990
- Nait Goud, Geld Weg - Paplabel - 1994
- Op Verziede in Waskemeer Revisited - 2018

Jazzpolitie
- De Jazzpolitie - VAN - 1993
- Ja - VAN - 1995
- Interland - United Talent - 1997
- De beste Liefdesliedjes - VAN/Pro acts - 2000

Herman Grimme
- Salad Days - Mullet - 2001
- Pond Life - Mullet - 2015

Meindert Talma
- Jannes van der Wal - Excelsior - 2016
- Je Denkt Dat Het Komt - Excelsior - 2017
- Balsturig - Excelsior - 2019
- De Domela Passie - Excelsior - 2019